# Passiflora capparidifolia
Passiflora capparidifolia là một loài thực vật có hoa trong họ Lạc tiên. Loài này được Killip mô tả khoa học đầu tiên năm 1924.